# Montpezat-sous-Bauzon
Montpezat-sous-Bauzon je naselje in občina v jugovzhodnem francoskem departmaju Ardèche regije Rona-Alpe. Leta 1999 je naselje imelo 634 prebivalcev.

## Geografija
Kraj se nahaja v pokrajini Languedoc ob reki Fontaulière in njenem pritoku Pourseille, 50 km zahodno od središča departmaja Privas.

## Uprava
Montpezat-sous-Bauzon je sedež istoimenskega kantona, v katerega so poleg njegove vključene še občine Le Béage, Cros-de-Géorand, Mazan-l'Abbaye, Le Roux, Saint-Cirgues-en-Montagne in Usclades-et-Rieutord s 1.769 prebivalci. 
Kanton je sestavni del okrožja Largentière.

## Zanimivosti
- romanska cerkev Notre-Dame-de-Prévenchères iz 12. stoletja,
- La Vestide du Pal, eden največjih kraterjev v Evropi,
- Pourcheyrolles - ruševine gradu, slap,